# Юрьев, Александр Николаевич
Александр Николаевич Юрьев (ок. 1796—1863) — подполковник Русской армии; участник движения декабристов.

## Биография
Родился около 1796 года; его родители: Николай Петрович Юрьев (ум. 1794) и Степанида Гавриловна, урождённая Столыпина.
В службу вступил прапорщиком по армии 31 июля 1812 года; 6 февраля 1813 года был переведён в свиту по квартирмейстерской части. Участвовал в заграничных походах 1813—1815 годов. За отличие в бою 5 февраля 1814 года под Гамбургом на острове Вильгемсбурге он был награждён орденом Св. Владимира 4-й степени с бантом. С 30 августа 1815 года — подпоручик; через два года — поручик; штабс-капитан — с 15 сентября 1819 года; капитан — с 10 июня 1821 года. В декабре 1824 года он был дивизионным квартирмейстером 11-й пехотной дивизии.
Состоял членом «Союза благоденствия», после закрытия которого в тайных обществах не состоял. Поэтому «Высочайше повелено оставить без внимания».
Князь Г. Е. Львов писал в своих воспоминаниях: «Наш дом Юрьевой, потом Баумгартен, увековечен Поленовым, который тоже жил в нем, в его картине «Бабушкин сад». Старушка — это Юрьева, а ведет её под руку замужняя дочь её Баумгартен…»
Умер в 1863 году. Был похоронен на Донском кладбище, но могила считается утраченной; небольшой памятник располагается близ юго-восточной стены Большого собора.